# Aveiras de Baixo
Aveiras de Baixo es una freguesia portuguesa del concelho de Azambuja, con 18,88 km² de superficie y 1.355 habitantes (2001). Su densidad de población es de 71,8 hab/km².